# Вурос, Александрос
Александрос Константинос Вурос (греч. Αλέξανδρος Κωνσταντίνος Βούρος; Пустой шаблон {{ВД-Преамбула}} ) — греческий фехтовальщик-рапирист. Бронзовый призёр летних Олимпийских игр 1896 года.

## Биография
Александрос Вурос родился в 1871 году в греческом городе Афины.
Изучал право в Афинском университете, после чего поступил на службу в Министерство иностранных дел Греции. Работал в греческих посольствах в Бельгии, Испании, Черногории, Абиссинии, Франции, Венгрии, Венесуэле, Турции.
Вместе с племянником Ламбросом Эуфтаксией основал фонд Декози-Вуру.
В 1896 году вошёл в состав сборной Греции на летних Олимпийских играх в Афинах. В личном турнире рапиристов завоевал бронзовую медаль, заняв 2-е место в полуфинальной группе, победив Георгиоса Валакакиса из Греции — 3:1 и уступив Эжену-Анри Гравлотту из Франции — 2:3. Третий поединок с Константиносом Милиотис-Комниносом не проводился, так как уже был известен победитель в группе, и Вуросу засчитали победу.
Умер 14 мая 1959 года в Афинах.